# سوسن مهدب

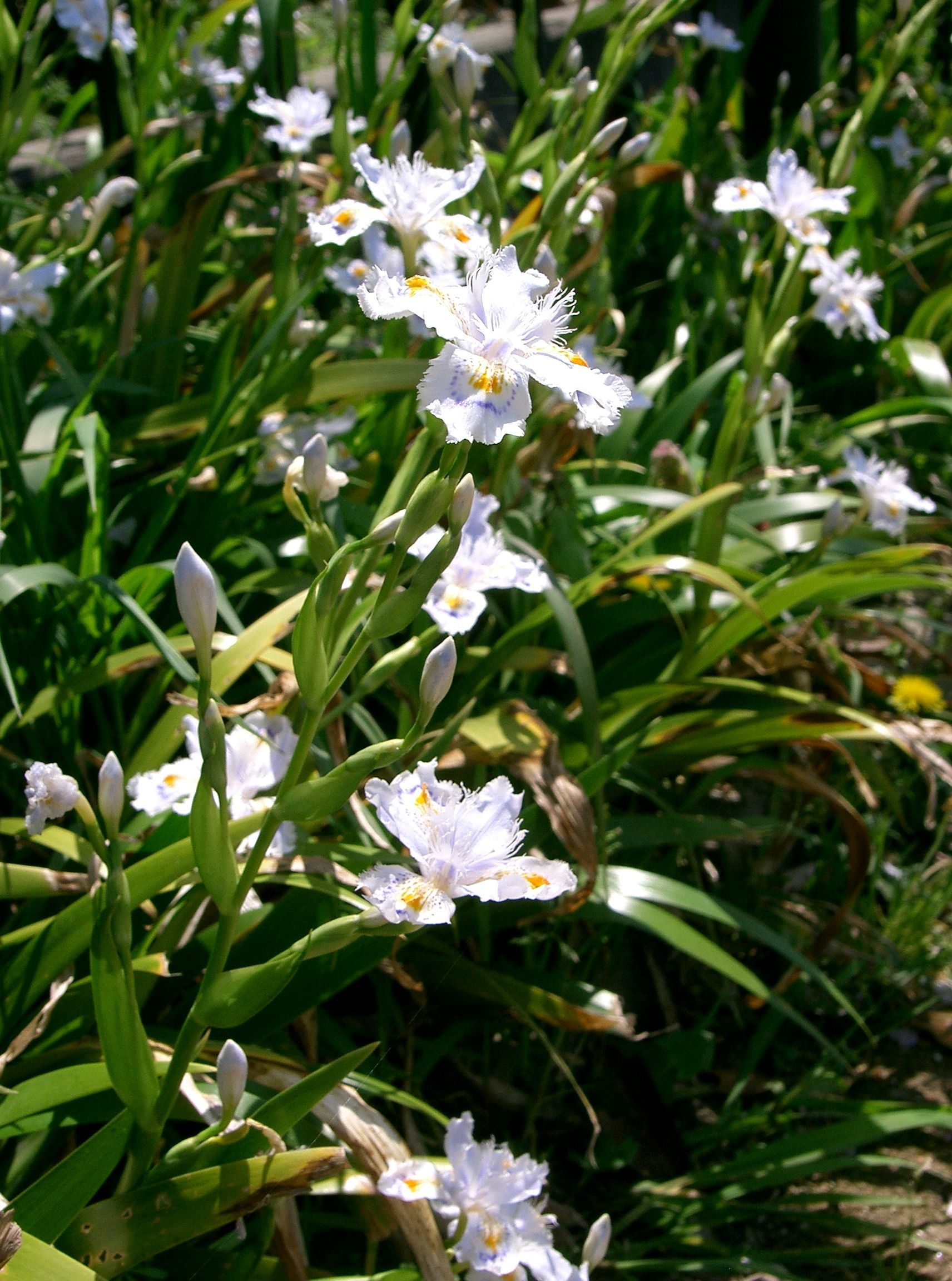
نبات السوسن المهدب ينمو في أُساكة باليابان

سوسن مهدب هي من واطنة في الصين واليابان. إنه نوع من جنس السوسن. إنه نبات معمر جذموري ذو أزهار زرقاء باهتة أو خزامية أو بيضاء مع قمة برتقالية أو صفراء. يزرع نبات الزينة في المناطق المعتدلة.